# Christen Nielsen Hauge
Christen Nielsen Hauge, född 1870, död 1940, var en dansk politiker.
Hauge var ursprungligen timmerman och snickare, senare journalist. 1902 blev han redaktör för Bornholms Socialdemokrat, 1920 för Fyns Socialdemokrat, och var 1909-10 och 1913- medlem av Folketinget. Hauge var 1919-21 vice talman i prisreguleringskommissionen, och 1924-26 inrikesminister i Thorvald Staunings första regering, blev 1929 handelsminister i dennes 2:a regering och utrustades under den ekonomiska krisen 1931 med utomordentlig befogenhet i valutafrågan.